# Свердёл
Свердёл — ручей в Мстиславском районе Могилёвской области Белоруссии, левый приток Чёрной. Длина 10 километров.
Начинается возле деревни Дубасно. Далее течёт в общем направлении на юго-восток, протекает деревню Рассвет и впадает в Чёрную возле деревни Баньковщина на высоте 160,7 м.
Название происходит от слова свердёл, означающего в местных говорах сверло. На планах генерального межевания конца XVIII века называется Ржавец.